# أريتومو ياماغاتا
أريتومو ياماغاتا (باليابانية: 山縣 有朋 ياماغاتا أريتومو) (14 يونيو 1837 - 1 فبراير 1891) كان مشير في الجيش الإمبراطوري الياباني وسياسي في فترة ميجي شغل منصب رئيس الوزراء الياباني مرتين.

## روابط خارجية
- أريتومو ياماغاتا على موقع الموسوعة البريطانية (الإنجليزية)